# Wiederherstellung der Republik Genf

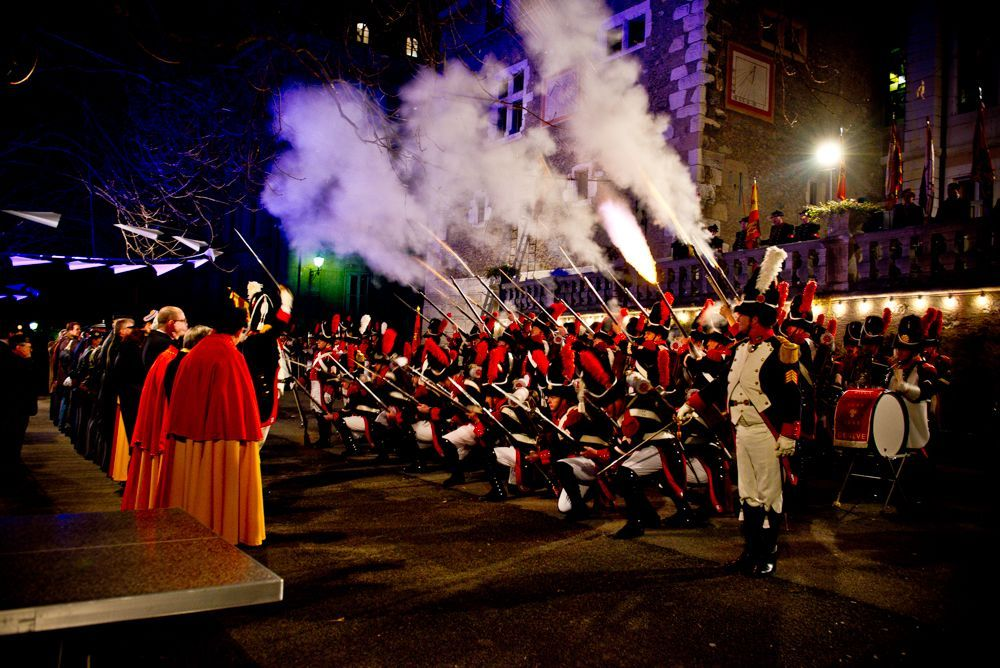
Kanonenschüsse bei der Zeremonie im Jahr 2012

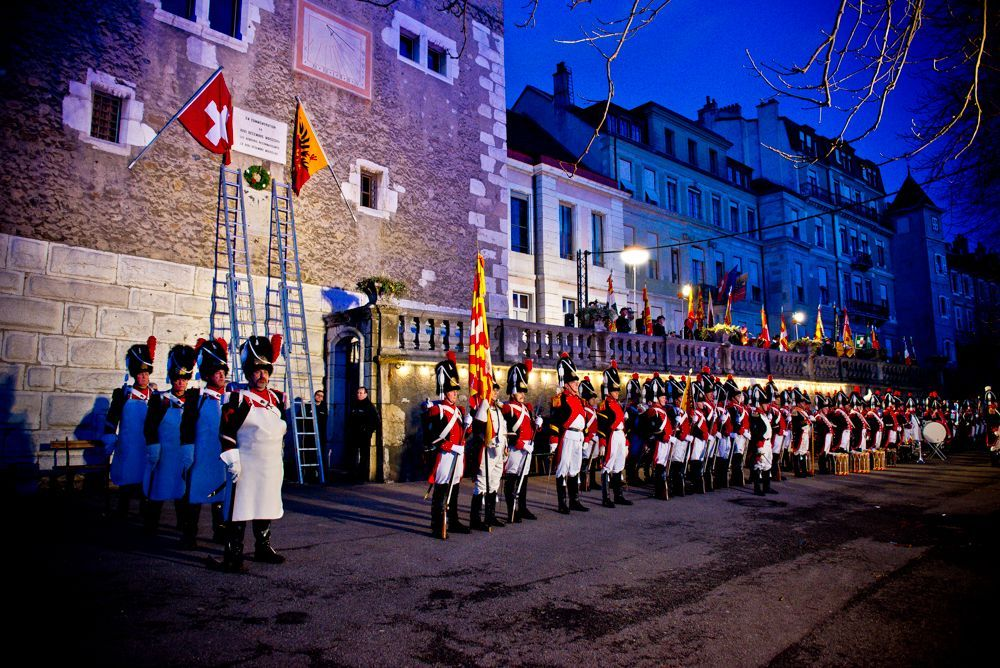
Feierlichkeiten an der Promenade de la Treille bei der Zeremonie im Jahr 2012

Die Wiederherstellung der Republik Genf (französisch Restauration de la République) im Kanton Genf erfolgte am 31. Dezember 1813 mit dem Abzug der Napoleonischen Truppen aus dem Kantonsgebiet.

## Geschichte
Mit der Annexion Genfs durch Frankreich im April 1798 endete die lange Souveränität der einstigen Stadtrepublik. Im darauffolgenden August wurde Genf zum Hauptort des Département Léman als Teil der Ersten Französischen Republik bzw. im weiteren Verlauf des Ersten Kaiserreichs. Zuerst infolge der Befreiungskriege und der damit verbundenen schwindenden Macht Napoleons drang die 1. Division der österreichischen Armee mit Ferdinand von Bubna und Littitz an der Spitze in die Schweiz ein und besetzte Genf am 30. Dezember 1813. Zuvor hatte die französische Besatzung am Morgen, auch gedrängt von der Genfer Oberschicht, die Stadt verlassen. Mit dem Eintreffen der österreichischen Armee am Nachmittag wurde auch die Herstellung der vorhergehenden Ordnung angekündigt. Am 31. Dezember 1813 schliesslich wurde eine Unabhängigkeitserklärung erarbeitet und eine provisorische Regierung eingerichtet, was als Wiederherstellung des Stadtrepubliksstatus angesehen wird. Im Jahr 1815 trat der Kanton Genf der Eidgenossenschaft bei.

## Feierlichkeiten
Alljährlich am 31. Dezember wird der Wiederherstellung der Republik offiziell gedacht. Der Tag zählt als gesetzlicher Feiertag. Im Morgengrauen positionieren sich drei Artilleriegeschütze  an der Promenade de la Treille, an der Promenade de l’Observatoire sowie an der Rotonde du Mont-Blanc und geben jeweils 26 Kanonenschüsse für jeden der Schweizer Kantone ab. Am Tour Baudet beginnt schliesslich die offizielle Zeremonie, bei der neben einer Ansprache des Präsidenten des Genfer Staatsrats auch die Hymne Cé qu’è lainô und der Schweizerpsalm erklingen. Anschliessend findet ein Gottesdienst in der Kathedrale St. Peter statt.